# 圣保罗斯
圣保罗斯（英語：Saint Paul's），又稱圣保罗卡皮斯特尔（Saint Paul Capisterre），是加勒比海島國聖基茨和尼維斯聖基茨島的一座城鎮，行政上由圣保罗卡皮斯特尔区（首府）管辖，位于該島西北海岸，2012年人口1,196人。